# Armoiries de la république turque de Chypre du Nord
Le blason de la république turque de Chypre du Nord est pratiquement le même que celui de Chypre. 
Dans le blason de la RTCN, la date de l'indépendance de Chypre (1960) a été supprimée et remplacée dans la partie supérieure par la date de la déclaration de sa propre indépendance (1983) ; un croissant (croissant de lune) et une étoile à cinq branches qui symbolisent l'Islam ainsi que le peuple turc surmontent le tout.
En 2007 une modification portant sur la position de la colombe fut apportée.